# (23258) Tsuihark
(23258) Tsuihark est un astéroïde de la ceinture principale.

## Description
(23258) Tsuihark est un astéroïde de la ceinture principale. Il fut découvert le 29 décembre 2000 à l'Observatoire Desert Beaver par William Kwong Yu Yeung. Il présente une orbite caractérisée par un demi-grand axe de 2,32 UA, une excentricité de 0,17 et une inclinaison de 6,8° par rapport à l'écliptique.

## Compléments